# Буланж
Буланж (фр. Boulange) насеље је и општина у североисточној Француској у региону Лорена, у департману Мозел која припада префектури Тионвил Уст.
По подацима из 2011. године у општини је живело 2307 становника, а густина насељености је износила 180,52 становника/km². Општина се простире на површини од 12,78 km². Налази се на средњој надморској висини од 286 метара (максималној 384 m, а минималној 285 m).

## Демографија
| 1962. | 1968. | 1975. | 1982. | 1990. | 1999. | 2011. |
| ----- | ----- | ----- | ----- | ----- | ----- | ----- |
| 1.864 | 2.196 | 1.941 | 1.839 | 1.757 | 1.776 | 2.307 |

График промене броја становника у току последњих година